# Veterano di guerra

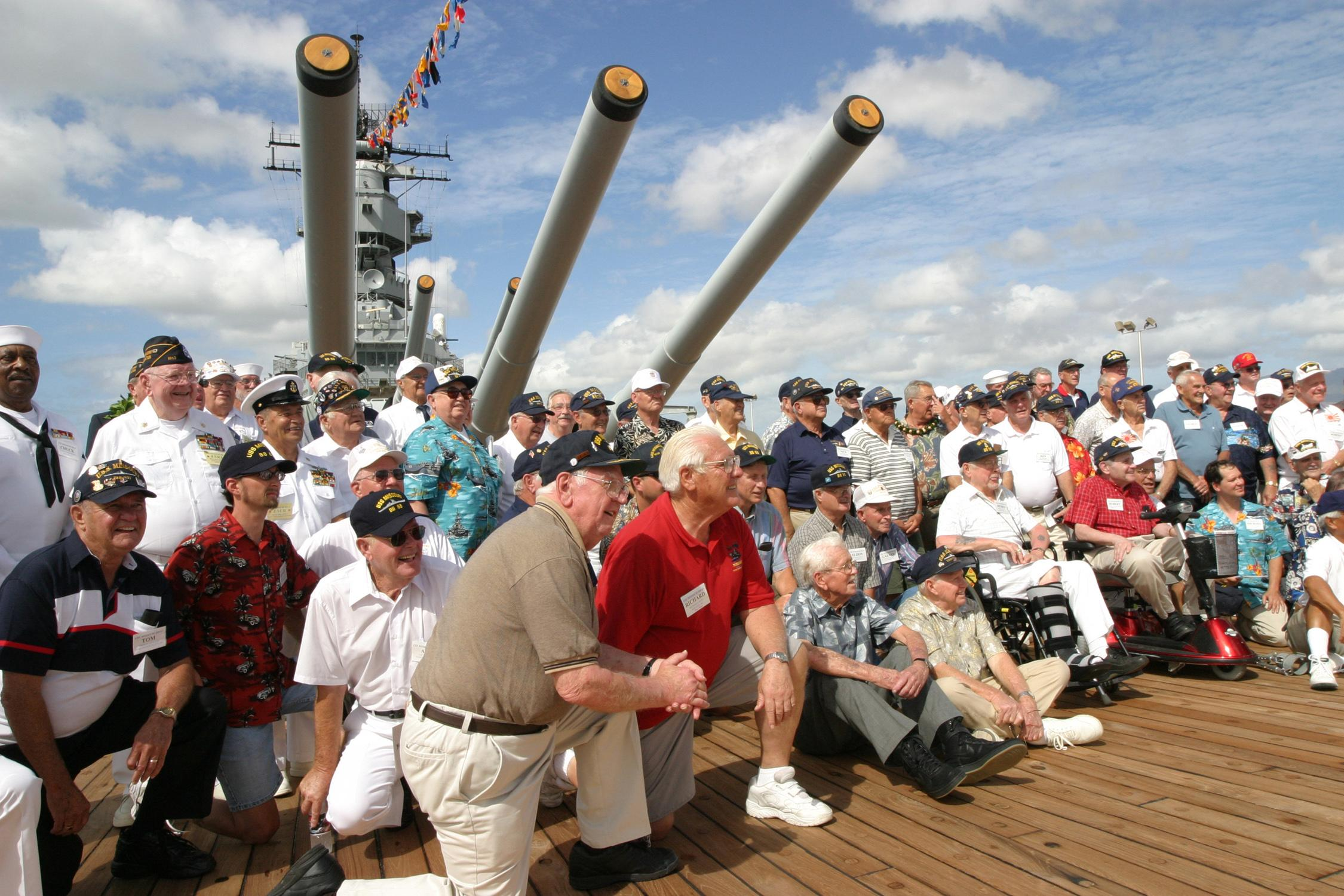
Veterani che hanno servito sulla corazzata USS Missouri, qui raffigurati poco dopo una cerimonia in occasione dell'anniversario della fine della Seconda guerra mondiale.

Un veterano di guerra (dal latino vetus, "vecchio") è una persona (generalmente un soldato) che ha combattuto o partecipato per lungo tempo ad un conflitto militare.

## Accoglienza
I veterani di guerra spesso ricevono un trattamento speciale nei propri paesi e sono trattati con rispetto dai propri connazionali. L'atteggiamento può variare da un ampio supporto attraverso programmi di governo, a un certo disinteressamento. Allo stesso tempo possono nascere dei sentimenti negativi verso i veterani di nazioni straniere, che si mantengono anche per molto tempo dopo il conflitto, come nel caso dei nazisti tedeschi. Inoltre, veterani di conflitti impopolari come quello del Vietnam, sono spesso stati discriminati. Altri, come i veterani della guerra di Corea, vengono dimenticati (nonostante le vittime siano state più numerose di quelle del Vietnam), se messi a confronto con chi ha combattuto nelle due guerre mondiali.
Molti paesi hanno forti tradizioni in onore dei propri veterani e caduti di guerra e dedicano loro una giornata, come negli Stati Uniti il Veterans day ed in Canada (Remembrance Day) che vengono entrambi celebrati il giorno 11 novembre. Nel Regno Unito il Remembrance Day viene celebrato l'11 novembre con le cerimonie ufficiali a Londra. In Russia dopo la seconda guerra mondiale è nata la tradizione per le coppie appena sposate di andare a fare visita a un cimitero militare. In Francia e in Italia, ai feriti di guerra sono riservati i posti a sedere sui mezzi pubblici.

## Effetti dei conflitti sulla salute mentale dei reduci
Gli effetti dell'attività militare sulla salute mentale di un individuo possono essere profondi e duraturi e può risultare difficile per un veterano tornare alla vita ordinaria. Una ricerca della CBS ha rivelato che solo nel 2005, almeno 6256 ex militari tra uomini e donne si sono suicidati. Inoltre, di quasi 90.000 veterani schierati in Iraq nel 2005 e 2006, il 28,3% ha avuto problemi di salute mentale.